# کوه ماکلاایائو
کوه ماکلاایائو (به لاتین: Mount Maclayao) یک کوه در فیلیپین است که در کزون واقع شده‌است. کوه ماکلاایائو ۱٬۲۶۰ متر بالاتر از سطح دریا واقع شده‌است.